# Pardon (chanson)
Pour les articles homonymes, voir Pardon (homonymie).
Singles de Johnny Hallyday
Partie de cartes
(2000) Quelques cris
(2000)
Clip vidéo
[vidéo] « Pardon », sur YouTube
Pardon est une chanson de Johnny Hallyday sortie en 1999 sur l'album Sang pour sang. Les paroles sont de Philippe Labro sur une musique composée par David Hallyday.

## Discographie
- 1999 : album studio Sang pour sang Philips 546 625-2[2]
- 2000 : album live Olympia 2000

## Classements hebdomadaires
| Classement (2000) | Meilleure position |
| ----------------- | ------------------ |
| France            | 9                  |
| Wallonie          | 28                 |